# Маргиани, Автандил Антонович
Автандил Антонович Маргиани (груз. ავთანდილ ანტონის ძე მარგიანი, род. 24 декабря 1945 года, с. Мулахи Грузинской ССР) — советский грузинский политический и партийный деятель, чья активность пришлась на последние годы существования Советского Союза, что затруднило его дальнейшую политическую карьеру в независимой Грузии.

## Биография
Родился 24 декабря 1945 года в селе Мулахи Местийского района Грузинской ССР.
Образование: Грузинский политехнический институт имени В.И. Ленина.
В течение шести лет, начиная с 1961 года, профессионально занимался горнолыжным спортом.
Трудовую деятельность начал в 1960 г. рабочим Местийского райкомбината местной промышленности, затем Тбилисского пивзавода №3, работал в средней школе в Местийском районе, на станции озеленения в г. Тбилиси зам. начальника холодильника, бригадиром, слесарем, главным механиком комбината «Эльбрус», инженером-механиком, и. о. начальника производства ПО «Грузрыбпром» в Тбилиси (1973-1978 гг.), начальником участка, инженером управления Закавказского нефтепровода в Гардабанском районе (1978-1979 гг.), инструктором, зав. отдела Гардабанского райкома партии (1979-1983 гг.), директором Руставского племенного свиноводческого совхоза (1983-1986 гг.), директором Нагебского животноводческого совхоза (1986-1987 гг.), директором комплекса по откорму скота в Гардабанском районе (1987-1990 гг.).
С мая 1990 г. по декабрь 1990 г. - первый секретарь Гардабанского райкома партии, председатель районного Совета народных депутатов.
С 7 декабря 1990 по 19 февраля 1991 года — первый секретарь ЦК Компартии Грузии. После легализации многопартийности основал партию Демократический союз.
В ноябре 1992 года — сентябре 1995 года — заместитель премьер-министра Республики Грузия. Одновременно являлся депутатом Парламента республики.
В ноябре 2013 года участвовал в качестве кандидата в избирательной кампании за пост президента Грузии, выдвинут инициативной группой избирателей, поддержан политическим союзом «Единая Грузия» и общественной организацией «Союз русских Грузии». Основой его предвыборной программы стали лозунги скорейшей нормализации отношений с Россией, культурной реинтеграции с абхазским и осетинским народами, а также восстановление социальной справедливости в самой Грузии, помощь обманутым вкладчикам и общее оздоровление экономики. Занял одно из последних мест, получив меньше 0,05 % голосов избирателей.
Академик Академии национальных и социальных отношений.
Женат, имеет двоих детей.